# 좀비 비디오 게임 목록
다음은 좀비를 소재로 한 게임 목록이다.

## 좀비를 주제로한 비디오 게임
- 좀비 주식회사
- 스테이트 오브 서바이벌
- 좀비 레인
- 레프트 4 데드
- 좀비 네이션
- 바이오하자드(레지던트이블)
- 스텁스더좀비
- 데드라이징
- 랜드오브더데드
- 데이즈 (비디오 게임)
- Infestation : Survival Stories
- 다잉라이트
- 데드 아일랜드
- 언턴드
- 스텁스 더 좀비
- 식물 vs 좀비
- 데드라이징 시리즈
- 데드라이트
- 프로젝트 좀보이드
- 킬링플로어
- 노 모어 룸 인 헬
- 좀비고등학교
- 데이 아 빌리언스
- 월드워 Z
- 좀비 스위퍼
- 라이프애프터
- 후이즈 좀비

## 좀비가 등장하는 비디오 게임
주제가 "좀비"는 아니지만 게임 내에서 좀비가 등장하는 게임의 목록이다.
- 둠 시리즈
- 하프라이프
- 헤일로 시리즈 (게임 세계관상 "좀비"는 아니지만 "플러드(Flood)"라고 불리는 좀비와 비슷한 괴생명체들이 등장한다.)
- 프로토타입 시리즈
- 마인크래프트
- 전염병 주식회사

## 좀비 모드
원래 좀비 자체가 등장하지 않지만 좀비를 등장시켜 좀비와 싸우게 할 수 있는 "좀비 모드"라 불리는 애드온이나 프로그램 또는 기능 등이 존재한다.
대부분 1인칭 슈팅 게임 종류의 게임에 제작되며 대표적으로 카운터 스트라이크의 좀비 모드, 콜 오브 듀티 시리즈의 나치 좀비가 그 예이다.

### 공식적으로 좀비 모드가 내장된 게임
- 기가슬레이브
- 배틀그라운드 모바일
- 콜 오브 듀티: 모바일
- 버블파이터
- 크레이지아케이드
- 카운터 스트라이크 온라인
- 콜 오브 듀티: 월드앳워
- 콜 오브 듀티: 블랙옵스
- 스페셜솔져

### 애드온 및 프로그램으로 좀비 모드를 설치할 수 있는 게임
- 카운터 스트라이크 시리즈 (온라인 제외)
- GTA 시리즈
- Arma II: Dayz Mod[1]

## 같이 보기
- 좀비